# Andrea Ott
Andrea Ott (* 15. Oktober 1949 in München) ist eine deutsche Übersetzerin. Sie lebt in Landshut.
Nach Tätigkeiten in einer Bibliothek, im Theater und im Programmkino konzentrierte sich Andrea Ott ab 1986 auf das Übersetzen literarischer Texte aus dem angelsächsischen Sprachraum mit dem Schwerpunkt auf Autoren des 19. und frühen 20. Jahrhunderts wie Jane Austen, Charlotte Brontë, Elizabeth Gaskell, Thomas Hardy, Henry James, Upton Sinclair, Anthony Trollope, Edith Wharton und Evelyn Waugh.
Andrea Ott ist Mitglied im Verband deutschsprachiger Übersetzer literarischer und wissenschaftlicher Werke, VdÜ.

## Preise und Auszeichnungen
- 2010: Arbeitsstipendium des Freistaats Bayern für die  Erstübersetzung des Romans „Hudson River Bracketed“ von Edith Wharton [1929].[1]
- 2013: „Upton Sinclair: Öl!“. Buch des Monats Juli der Darmstädter Jury
- 2016: Wilhelm-Merton-Preis für Europäische Übersetzungen, Frankfurt

## Übersetzungen
- Mitch Albom: Die fünf Menschen, die dir im Himmel begegnen. Goldmann, München 2005
- Jane Austen: Northanger Abbey. Manesse, Zürich 2008
- Jane Austen: Stolz und Vorurteil. Manesse 2010
- Jane Austen: Vernunft und Gefühl. Manesse 2017
- Beryl Bainbridge: Die Frau im gepunkteten Kleid. DVA, Stuttgart 2012
- Charlotte Brontë: Jane Eyre. Manesse, 2001
- Charlotte Brontë: Shirley. Manesse, 1989
- Gwendolyn Brooks, Maud Martha, Manesse 2023
- Elizabeth Gaskell: Frauen und Töchter. Manesse, 1997
- Elizabeth Gaskell: Mr. Harrisons Bekenntnisse. Manesse, 2010
- Georg G. Iggers u. a.: Geschichtskulturen. Vandenhoeck & Ruprecht, Göttingen 2013
- Henry James: Die Europäer. Roman. Manesse, 2015 ISBN 978-3-7175-2388-8
- Judith Mackrell, Der unvollendete Palazzo, Insel 2019
- Joyce Carol Oates: Über Boxen. Übers. zusammen mit Ursula Locke-Groß. Manesse 2013
- Julie Powell: Julie & Julia. Goldmann, München 2007
- Upton Sinclair: Öl. Manesse 2013
- Muriel Spark: Memento Mori. Diogenes, Zürich 2018
- Muriel Spark, Die Blütezeit der Miss Jean Brodie, Diogenes 2018
- Hugh R. Trevor-Roper: Der Eremit von Peking. Geschichte eines genialen Fälschers. Eichborn, Frankfurt 2009
- Anthony Trollope: Die Claverings. Manesse, 2007
- Anthony Trollope: Septimus Harding. Spitalvorsteher. Manesse 2002
- Anthony Trollope: Die Türme von Barchester. Manesse 2005
- Anthony Trollope, Weihnachten auf Thompson Hall, Insel 2021
- Anthony Trollope, Weihnachten in Kirkby Cottage, Insel 2024
- Evelyn Waugh: Tod in Hollywood. Neuübersetzung. Diogenes 2015
- Evelyn Waugh: Verfall und Untergang. Diogenes 2014
- Edith Wharton: Ein altes Haus am Hudson River. Manesse 2011
- Edith Wharton: Dämmerschlaf. Manesse 2013
- Edith Wharton: Zeit der Unschuld. Manesse 2015[2]
- Francis Wyndham: Der andere Garten. Dörlemann, Zürich 2010

als Herausgeberin und Übersetzerin
Englische Autorinnen, romantisch, realistisch. From Jane Austen to Virginia Woolf. dtv zweisprachig. München: dtv 1995